# Ivan
Ivan  è un nome proprio di persona italiano maschile.

## Varianti
- Maschili: Ivano
- Femminili: Ivana

## Origine e diffusione
È una ripresa diretta di Ivan (in cirillico: Иван), la forma slava del nome Giovanni trasmessa attraverso il greco biblico Ιωαννης (Ioannes) e lo slavo antico Іѡаннъ (Ioannu).
La sua diffusione in Italia è stata promossa dall'influsso di romanzi, opere teatrali e cinematografiche come Ivan il Terribile di Ėjzenštejn. È usato principalmente in Italia settentrionale, soprattutto in Emilia-Romagna e Toscana; in Friuli-Venezia Giulia viene inoltre utilizzato dai residenti di lingua madre slovena.
Oltre all'italiano, si è diffuso anche in altre lingue dell'Europa occidentale, quali l'inglese (dal tardo XIX secolo), lo spagnolo (come Iván) e il catalano.

## Onomastico
Essendo una variante di Giovanni, l'onomastico si può festeggiare il suo stesso giorno, in memoria di santi quali Giovanni Battista, Giovanni apostolo ed evangelista e Giovanni Bosco. Esistono comunque numerosi religiosi ed ecclesiastici che avevano nome proprio "Ivan", originari dell'Europa dell'Est, fra i quali:
- 10 maggio, beato Ivan Merz, educatore laico croato[8]
- 17 maggio, beato Ivan Zjatyk, sacerdote ucraino, professo della Congregazione del Santissimo Redentore e martire ad Ozerlag[9]
- 29 giugno, beato Ivan Sen'kiv'skyj (in religione Jakym), sacerdote ucraino, professo dell'Ordine Basiliano di San Giosafat e martire
- 2 dicembre, beato Ivan Slezjuk, ucraino, vescovo greco-cattolico di Stanislaviv e martire[10]

## Persone
- Ivan, cantante bielorusso

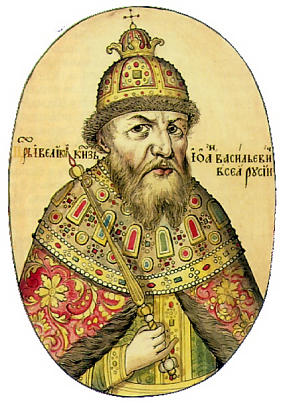
Ivan IV di Russia

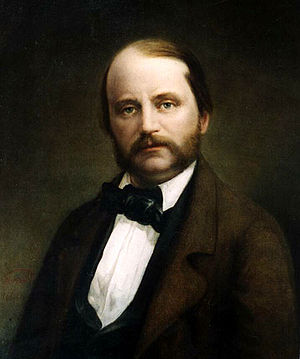
Ivan Gončarov

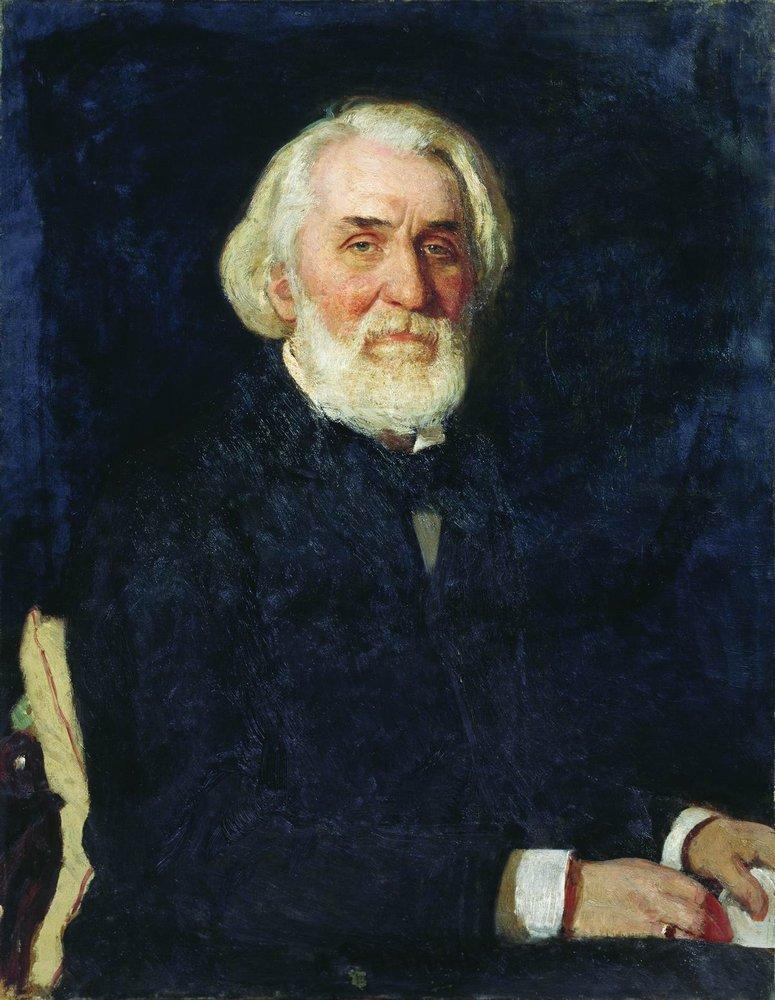
Ivan Turgenev

- Ivan I di Russia, Principe di Mosca e Gran Principe di Vladimir
- Ivan II di Russia, Principe di Mosca e Gran Principe di Vladimir
- Ivan III di Russia, Gran Principe di Mosca
- Ivan IV di Russia, detto "il Terribile", primo zar di Russia
- Ivan V di Russia, zar di Russia
- Ivan VI di Russia, zar di Russia
- Ivan Asen II, imperatore di Bulgaria
- Ivan Šišman, zar di Bulgaria
- Ivan Ajvazovskij, pittore russo
- Ivan Basso, ciclista su strada italiano
- Ivan Bella, cosmonauta slovacco
- Ivan Bunin, scrittore russo
- Ivan Capelli, pilota automobilistico italiano
- Ivan Cichan, atleta bielorusso
- Ivan Della Mea, cantautore, scrittore e giornalista italiano
- Ivan Francescato, rugbista a 15 italiano
- Ivan Gončarov, scrittore russo
- Ivan Graziani, cantautore e chitarrista italiano
- Ivan Illich, scrittore, storico, pedagogista e filosofo austriaco
- Ivan Lendl, tennista e allenatore di tennis cecoslovacco naturalizzato statunitense
- Ivan Pavlov, fisiologo, medico ed etologo russo
- Ivan Pelizzoli, calciatore italiano
- Ivan Scalfarotto, politico e attivista italiano
- Ivan Turgenev, scrittore e drammaturgo russo
- Ivan Vazov, poeta, romanziere, drammaturgo e politico bulgaro
- Ivan Zaytsev, pallavolista russo naturalizzato italiano

### Variante Iván
- Iván, cantante spagnolo
- Iván Córdoba, calciatore e dirigente sportivo colombiano
- Iván de la Peña, calciatore e allenatore di calcio spagnolo
- Iván Zamorano, calciatore cileno

## Il nome nelle arti
- Ivan è un personaggio della serie di videogiochi Golden Sun.
- Ivan è uno dei quattro eroi nel videogioco arcade Metamorphic Force.
- Ivan Bettini è un personaggio della soap opera CentoVetrine.
- Ivan Carevič è un eroe del folklore russo.
- Ivan Drago è un personaggio del film del 1985 Rocky IV, diretto da Sylvester Stallone.
- Ivan Braginski è uno dei protagonisti di "Hetalia Axis Powers" e rappresenta la Russia nella Seconda guerra mondiale.
- Ivan Raidenovitch Raikov è un personaggio del videogioco Metal Gear Solid 3: Snake Eater.
- Ivan Karamazov è uno dei fratelli Karamazov dell’omonimo romanzo di Fëdor Dostoevskij.